# Giacomo da Castell'Arquato
Giacomo da Castell'Arquato (Castell'Arquato, XIII secolo – Roma, 19 novembre 1253) è stato un cardinale italiano.
Noto anche come Giacomo della Porta, è stato un cardinale italiano del XIII secolo. Probabilmente si tratta di un nipote del cardinale Giacomo Pecorara, O.Cist. (1231), da sua madre.

## Biografia
Giacomo da Castell'Arquato fu canonico a Piacenza e venne eletto vescovo di Mantova nel 1238. Introdusse nella sua diocesi l'ordine carmelitano e invitò la sorella Agnese a dirigere un convento di Clarisse, fondato al di fuori delle mura della città. Giacomo fu anche il fondatore dell'ospedale di Santa Maria Nova in Cittadella di Porto a Mantova.
Papa Innocenzo IV lo creò cardinale nel concistoro del dicembre 1251.